# Borgå centraltätort
Borgå centraltätort är en tätort (finska: taajama)  och centralort i Borgå stad (kommun) i landskapet Nyland i Finland. Vid tätortsavgränsningen 31 december 2012 hade Borgå centraltätort 36 968 invånare och omfattade en landareal av 47,24 kvadratkilometer.

## Befolkningsutveckling
| Befolkningsutvecklingen i Borgå centraltätort 1960–2012 | Befolkningsutvecklingen i Borgå centraltätort 1960–2012 | Befolkningsutvecklingen i Borgå centraltätort 1960–2012 | Befolkningsutvecklingen i Borgå centraltätort 1960–2012 | Befolkningsutvecklingen i Borgå centraltätort 1960–2012 |
| ------------------------------------------------------- | ------------------------------------------------------- | ------------------------------------------------------- | ------------------------------------------------------- | ------------------------------------------------------- |
|                                                         |                                                         |                                                         |                                                         |                                                         |
| År                                                      |                                                         |                                                         | Folkmängd                                               | Landareal (km²)                                         |
| 1960                                                    | 1960                                                    |                                                         | 11 294                                                  | 8,70                                                    |
| 1970                                                    | 1970                                                    |                                                         | 15 897                                                  | 9,22                                                    |
| 1980                                                    | 1980                                                    |                                                         | 22 753                                                  | 17,9                                                    |
| 2012                                                    | 2012                                                    |                                                         | 36 968                                                  | 47,24                                                   |